# 天津市人民政府政务服务办公室
天津市人民政府政务服务办公室是中华人民共和国天津市人民政府主管行政审批管理的直属机构，规格为正局级。

## 主要职责
- 贯彻执行有关行政审批工作的法律、法规、规章和方针、政策；负责行政审批制度改革工作。
- 对天津市人民政府各部门办理行政许可审批事项的工作实施统一管理，并制定具体管理办法。
- 组织进驻部门为公民、法人或其他组织提供规范、高效、优质的行政审批服务，对涉及多部门审批的事项进行组织和协调。
- 负责对进驻部门工作人员的管理教育工作，会同天津市监察部门对行政效能进行监督检查。
- 会同有关部门制定联合审批事项办理规程并组织实施；指导区县政府行政审批管理的业务工作。
- 负责行政审批管理网络系统的建设和管理工作。
- 承办天津市市委、天津市人民政府交办的其他事项。[1]

## 内设机构
天津市人民政府行政审批管理办公室设综合处、协调处、联合审批处、技术处、行政处和天津市监察局驻中心监察室。